# Kopřivník (Jizerské hory)
Kopřivník (598,1 m n. m.) je vrchol v Jizerských horách, v okrsku Oldřichovská vrchovina. Nachází se ve vzdálenosti asi jednoho kilometru severoseverovýchodně od Filipky, součásti Oldřichova v Hájích. Má podobu výrazného vrcholu tvořícím jihovýchodní zakončení úzkého skalnatého hřbetu. Skládá se z porfyrické žuly a granodioritu. Kopřivník má příkré svahy (20–50°) i vysoké srázy (23 až 30 metrů).
Vrchol je zalesněn smíšeným porostem. Na severním svahu je několik jeskyní, z nichž nejznámější se jmenuje Loupežnická. Nachází se zde pevnosti lehkého opevnění budovaného před druhou světovou válkou. Lokalita je též součástí národní přírodní rezervace Jizerskohorské bučiny.